# 양평소방서
양평소방서(揚平消防署, Yangpyeong Fire Station)는 경기도 양평군을 관할하는 경기도 소방재난본부 산하의 소방서이다.
소방서장은 소방정으로 보한다.

## 조직 및 일반현황
| □소방행정과               | □화재예방과                                | □재난대응과           | □청문인권담당관 | □현장지휘단 |
| ＊소방행정팀 ＊회계장비팀 | ＊예방대책팀 ＊화재안전조사팀 ＊소방민원팀 | ＊대응구조팀 ＊구급팀 | ＊청문인권팀    | 지휘조사팀  |

|  면 적   | 877.78㎢ (1읍 11면 / 산림 73%) ✍서울시 면적 1.45배 / 경기도내 1위                |
|  인 구   | 123,323명(59,788세대) ✍65세 이상 인구 34,217명(27.9%)                            |
|  인 원   | 873명(소방공무원 284, 의용소방대 575, 공무직 10, 사회복무 4)                     |
|  차 량   | 55대(펌프 15, 탱크 5, 화학 1, 고가 1, 굴절 1, 구조 1, 구급 9, 소방정 1, 기타 21) |
|  장 비   | 4,121점(진압장비 615, 구조장비 1,585, 구급장비 692, 정보통신장비 1,229)          |
| 소방용수 | 290개소(소화전 154, 郡 설치 소화전 112, 비상소화장치함 24)                       |

## 관할센터 및 관할구역
양평소방서는 4개의 119안전센터와 2개의 구조대, 1개의 구급대를 산하에 두고 있다.
| 명칭            | 주소                             | 관할구역                                            | 지역대                                 |
| --------------- | -------------------------------- | --------------------------------------------------- | -------------------------------------- |
| 공흥119안전센터 | 양평읍 경강로 2047               | 양평읍 일부, 옥천면, 개군면                         | 개군지역대 옥천지역대                  |
| 강상119안전센터 | 강상면 송학길 54                 | 양평읍 일부, 강상면, 강하면                         | 강하지역대                             |
| 용문119안전센터 | 용문면 연수로 64                 | 용문면, 단월면, 청운면, 양동면, 지평면              | 청운,단월 지역대 양동지역대 지평지역대 |
| 양서119안전센터 | 경기 양평군 양서면 두물머리길 43 | 서종면, 양서면                                      |                                        |
| 119구조대       | 양평읍 경강로 2047               | 경기도 양평군 일원                                  |                                        |
| 수난구조대      | 서종면 북한강로 619              | 팔당댐~청평댐, 팔당댐~앙덕나루, 팔당댐~아래무수리기 |                                        |
| 119구급대       | 양평읍 경강로 2047               | 경기도 양평군 일원                                  |                                        |

## 같이 보기
- 대한민국 소방청
- 대한민국의 소방
- 소방관 계급